# Huân chương Hữu nghị (Trung Quốc)
Huân chương Hữu nghị (tiếng Trung: 友谊勋章; bính âm: Yǒuyì Xūnzhāng), cùng với Huân chương Cộng hòa, là huân chương cao quý nhất của Cộng hòa Nhân dân Trung Hoa. Vào ngày 27 tháng 12 năm 2015, Ủy ban Thường vụ Đại hội Đại biểu Nhân dân Toàn quốc (NPCSC) đã thông qua luật thành lập hai huân chương quốc gia, Huân chương Cộng hòa và Huân chương Hữu nghị, có hiệu lực từ ngày 1 tháng 1 năm 2016.
Huân chương Hữu nghị được trao cho những người nước ngoài có đóng góp xuất sắc cho quá trình hiện đại hóa xã hội chủ nghĩa của Trung Quốc, thúc đẩy trao đổi và hợp tác giữa Trung Quốc với nước ngoài và bảo vệ hòa bình thế giới. Tất cả những người nhận đã hợp tác và tham gia tích cực vào việc hỗ trợ sự phát triển xã hội, văn hóa, kinh tế và quốc tế của Trung Quốc ở các mức độ khác nhau.
Huân chương Hữu nghị đầu tiên được Chủ tịch Tập Cận Bình trao cho Tổng thống Nga Vladimir Putin ngày 8/6/2018.

## Lịch sử
Vào tháng 8 năm 2015, phiên họp thứ 16 của Ủy ban Thường vụ Đại hội Đại biểu Nhân dân Toàn quốc khóa XII lần đầu tiên xem xét dự thảo luật của Cộng hòa Nhân dân Trung Hoa về Huân chương Quốc gia và Danh hiệu Danh dự Quốc gia.
Vào tháng 12 năm 2015, phiên họp thứ 18 của Ủy ban Thường vụ Đại hội Đại biểu Nhân dân Toàn quốc khóa XII đã được tổ chức tại Bắc Kinh, dự thảo luật về Huân chương và Danh hiệu Danh dự Quốc gia được xem xét lần thứ hai. Vào tháng 1 năm 2016, Luật được thông qua, trong đó thành lập Huân chương Hữu nghị.
Tháng 6 năm 2018, Huân chương Hữu nghị đầu tiên đã được trao. Được sự chấp thuận của Ủy ban Trung ương Đảng Cộng sản Trung Quốc, lễ trao tặng huân chương và danh hiệu cấp nhà nước của Cộng hòa Nhân dân Trung Hoa đã được tổ chức tại Đại lễ đường. Chủ tịch nước Cộng hòa Nhân dân Trung Hoa, Tổng Bí thư ĐCSTQ và Chủ tịch Quân ủy Trung ương đã tham dự buổi lễ và cả hai đều có bài phát biểu.

## Hình thức
Các màu chính được sử dụng cho Huân chương Hữu nghị là vàng và xanh lam. Mặt của huy chương sử dụng nhiều hình tượng khác nhau: chim bồ câu tượng trưng cho hòa bình và tình yêu được đặt ở trung tâm của tấm huy chương, trái đất được thể hiện phía dưới chim bồ câu, theo sau là hình ảnh bắt tay tượng trưng cho thái độ thân thiện của Trung Quốc với các nước khác. Tấm huy chương được bao quanh bởi những cánh hoa sen, loài hoa tượng trưng cho sự thuần khiết, hòa bình và hòa hợp trong văn hóa truyền thống Trung Quốc. Ngoài ra còn có các nút kết trang trí của Trung Quốc (đoàn kết), hoa mẫu đơn (giàu có/thịnh vượng), mây cát tường (may mắn/tài lộc).

## Chính sách và quy định

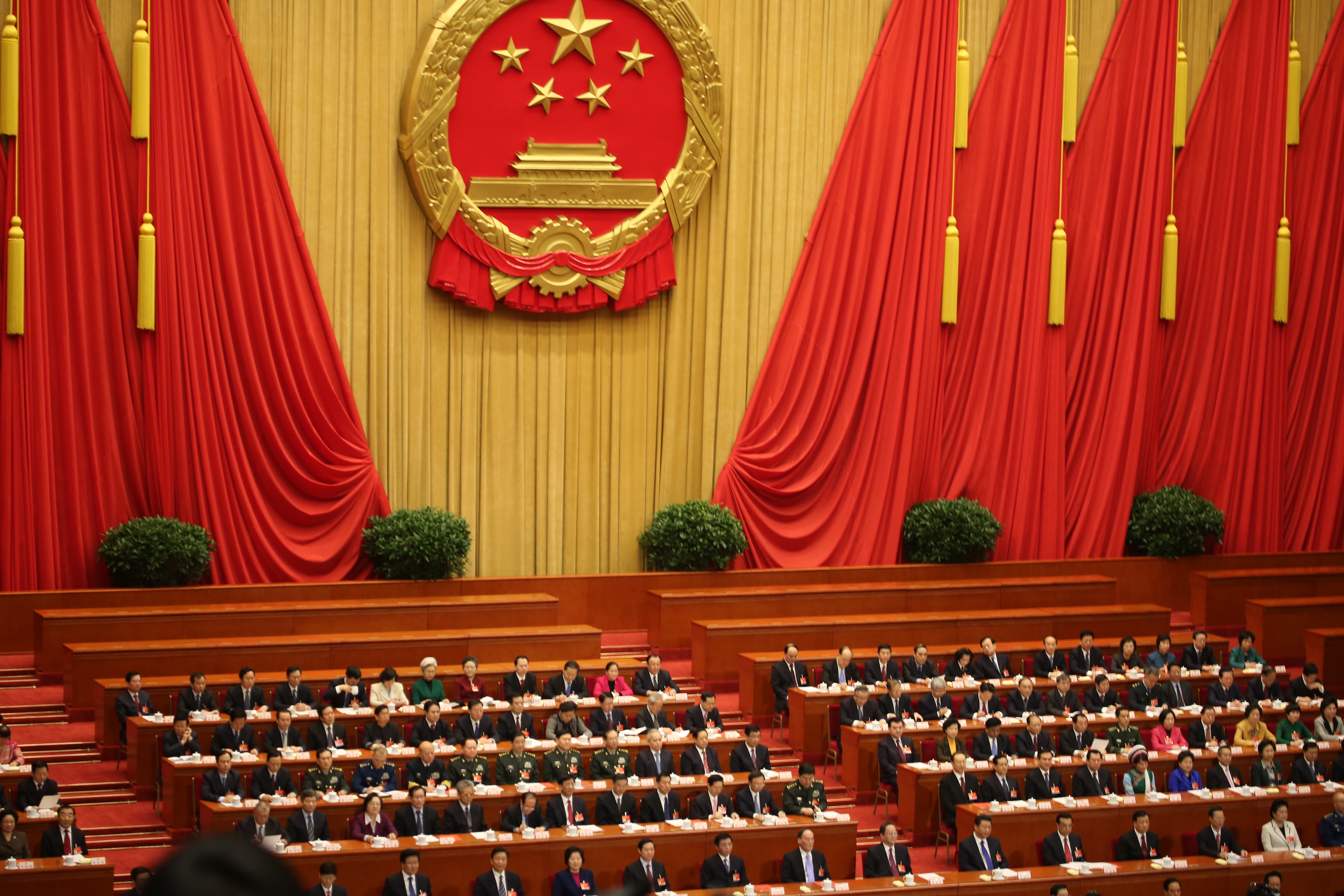
Quốc hội khóa XII, Cộng hòa Nhân Dân Trung Hoa

Theo Luật của Cộng hòa Nhân dân Trung Hoa về Huân chương Quốc gia và Danh hiệu Danh dự Quốc gia, huy chương và danh hiệu danh dự cấp nhà nước có thể được truy tặng. Người có công lao xuất sắc, đủ điều kiện xét tặng Huân chương Hữu nghị theo quy định của luật này mà từ trần trước khi thực hiện thì được truy tặng Huân chương.
Ngoài ra, huân, huy chương trao tặng cho người nhận là trọn đời nhưng cũng có thể bị thu hồi. Ủy ban Thường vụ Đại hội đại biểu nhân dân toàn quốc (NPSC) có quyền thu hồi Huân chương Hữu nghị nếu người nhận đã bị kết án tù vì phạm tội hoặc có hành vi vi phạm pháp luật hoặc kỷ luật nghiêm trọng khác.
Trường hợp người được nhận huân chương, danh hiệu nhà nước qua đời thì huân chương, phần thưởng, bằng khen do người thừa kế hoặc người được ủy quyền lưu giữ; nếu không có người thừa kế hoặc người được chỉ định thì chúng có thể được nhà nước và lưu trữ.

## Những người được nhận
| Người nhận                   | Chức vụ                                                    | Ngày       | Được trao tặng vì |
| ---------------------------- | ---------------------------------------------------------- | ---------- | --- |
| Vladimir Vladimirovich Putin | Tổng thống liên bang Nga                                   | 6/8/2018   | Ghi nhận nỗ lực lâu dài của Tổng thống Putin nhằm khuyến khích phát triển quan hệ láng giềng tốt đẹp và quan hệ đối tác hợp tác chiến lược toàn diện giữa Nga và Trung Quốc. |
| Nursultan Nazarbayev         | Tổng thống Kazakhstan                                      | 28/4/2019  | Đề xuất sáng kiến xây dựng Vành đai kinh tế Con đường tơ lụa của Trung Quốc đã nhận được sự hưởng ứng nhiệt tình và hợp tác chặt chẽ từ Tổng thống Nazarbayev và mọi thành phần xã hội Kazakhstan. Ông cũng thúc đẩy sự phát triển mạnh mẽ của Tổ chức Hợp tác Thượng Hải và Hội nghị về các biện pháp tương tác và xây dựng lòng tin ở châu Á.                                                                                  |
| Raúl Castro                  | Bí thư thứ nhất đảng cộng sản Cuba, chủ tịch nước Cuba     | 29/9/2019  | Raúl Castro đã ủng hộ Trung Quốc đóng vai trò lớn hơn trong các vấn đề quốc tế và khu vực. Ông cũng là người sáng lập quan trọng quan hệ Trung Quốc-Cuba, i ủng hộ tích cực và thúc đẩy các mối quan hệ Trung Quốc-Mỹ Latinh. |
| Maha Chakri Sirindhorn       | Công chúa Thái Lan                                         | 29/9/2019  | Bà đã có những đóng góp nổi bật cho sự phát triển của quan hệ Trung Quốc-Thái Lan bằng sự hiểu biết sâu sắc về Trung Quốc, tích cực thúc đẩy văn hóa truyền thống Trung Quốc và truyền bá tình hữu nghị Trung Quốc-Thái Lan, quan tâm sâu sắc đến người dân Trung Quốc và là người đầu tiên hỗ trợ sau trận động đất ở Vấn Xuyên và Ngọc Thụ cũng như các thảm họa thiên nhiên lớn khác.                                         |
| Salim Ahmed Salim            | Thủ tướng Tanzania                                         | 29/9/2019  | Ông đã có những đóng góp xuất sắc trong việc khôi phục vị trí hợp pháp của Trung Quốc tại Liên Hợp Quốc, ủng hộ Trung Quốc và châu Phi không ngừng tăng cường giao lưu hữu nghị. (Salim không thể đến Trung Quốc vì lý do sức khỏe vì vậy, con gái ông đã thay ông tham dự lễ trao tặng) |
| Galina Veniaminovna Kulikova | Phó chủ tịch thứ nhất của Hiệp hội hữu nghị Nga-Trung (zh) | 29/9/2019  | Năm 1989, bà được bầu làm Phó chủ tịch thứ nhất của Hiệp hội hữu nghị Nga-Trung và đến làm việc tại Đại sứ quán Nga tại Trung Quốc. Kulikowa luôn cam kết phát triển quan hệ hữu nghị với Trung Quốc và đã có những đóng góp xuất sắc trong việc thúc đẩy ngoại giao nhân dân Trung-Nga. |
| Jean-Pierre Raffarin         | Cựu tổng thống Pháp                                        | 29/9/2019  | Với tư cách là Thủ tướng Pháp, Raffarin kiên quyết đến thăm Trung Quốc như đã định trong thời gian dịch SARS bùng phát và dành sự ủng hộ to lớn về chính trị cũng như tinh thần cho người dân Trung Quốc. Ông đã tham dự Diễn đàn cấp cao hợp tác quốc tế "Vành đai và Con đường" đầu tiên và đóng góp tích cực vào sự hiểu biết khách quan đối với tất cả các lĩnh vực ở Pháp và Châu Âu trong hợp tác "Vành đai và Con đường". |
| Isabel Crook                 | Nhà giáo dục                                               | 29/9/2019  | Isabelle Crook đã làm việc tại Đại học Ngoại ngữ Bắc Kinh trong nửa thế kỷ và là người tiên phong trong việc giảng dạy tiếng Anh và cải cách giáo dục ở Trung Quốc. Bà đã đào tạo một số lượng lớn nhân tài ngoại ngữ cho Trung Quốc và có những đóng góp xuất sắc cho nền giáo dục Trung Quốc. |
| Norodom Monineath            | Thái hậu Campuchia                                         | 6/11/2022  | Norodom Monineath đã tích cực tham gia vào sự nghiệp hữu nghị Trung Quốc-Campuchia và chứng kiến sự phát triển của Trung Quốc. Bà có tình cảm đặc biệt với nhân dân Trung Quốc và tích cực ủng hộ giao lưu, hợp tác giữa hai nước trên các lĩnh vực. |
| Nguyễn Phú Trọng             | Tổng bí thư Đảng cộng sản Việt Nam                         | 31/10/2022 | Nguyễn Phú Trọng là người kiên định chủ nghĩa Mác, kiên định duy trì quan hệ hữu nghị truyền thống Trung Quốc và Việt Nam, là người định hướng và thúc đẩy quan hệ Đối tác hợp tác chiến lược toàn diện Trung Quốc - Việt Nam trong thời đại mới, được củng cố tin cậy về mặt chính trị, không ngừng được tăng cường, hợp tác thực chất tiếp tục đi vào chiều sâu.                                                               |